# Señorío de Cox
El Señorío de Cox es un señorío concedido por Alfonso X el Sabio al ra'īs de Crevillente, pasando al poco al Consejo de Orihuela. Posteriormente ejercieron su señorío los Vidal, más tarde los Togores y, finalmente, a través de una compra y por carta puebla de Juan II de Aragón concedida en 1466, Juan Ruiz Dávalos, adinerado burgués de Orihuela.

## Señores de Cox
|                                       | Titular                                    | Periodo                               |
| Creación por el Rey Juan II de Aragón | Creación por el Rey Juan II de Aragón      | Creación por el Rey Juan II de Aragón |
| ------------------------------------- | ------------------------------------------ | ------------------------------------- |
| I                                     | Juan Ruiz Dávalos                          |                                       |
| II                                    | Mosén Juan Ruiz y Rocamora, el Viejo       | ((?) - 1552)                          |
| III                                   | Mosén Juan Ruiz y Abellán                  | (1552 - (?))                          |
| IV                                    | Jaime Ruiz Ruiz y Rocamora                 |                                       |
| V                                     | Andrés Ruiz y Togores                      |                                       |
| VI                                    | Juan Ruiz de Corella y Masquefa            |                                       |
| VII                                   | Francisco Ruiz-Dávalos y Pagán             | (1652- 1723)                          |
| VIII                                  | Francisco Ramón Ruiz-Dávalos y Rosell      | (1723 - 1726)                         |
| IX                                    | Juan Cebrián Cosme Ruiz-Dávalos y Rocamora | (1726 - 1743)                         |
| X                                     | Beatriz Ruiz-Dávalos y Saurín              | (1743 - (?))                          |
| XI                                    | Joaquina Saurín y Ruiz-Dávalos             |                                       |
| XII                                   | Joaquín José Melgarejo y Saurín            | ((?) - 1835)                          |
| XIII                                  | María de las Virtudes Melgarejo y Saurín   | (1835 - 1845)                         |
| XIV                                   | Diego Marín-Barnuevo y Capdevila           | (1845 - 1871)                         |
| XV                                    | Diego Marín-Barnuevo y Barnuevo            | (1871 - 1901)                         |
| XVI                                   | Salvador Marín-Barnuevo y Barnuevo         | (1901 - (?))                          |
| XVII                                  | Josefa Marín-Barnuevo y Barnuevo           |                                       |
| XVIII                                 | Manuel Barnuevo y Marín-Barnuevo           | ((?) - 1971)                          |
| XIX                                   | Enrique Barnuevo y Núñez-Cortés            | (1971 - 1973)                         |
| XX                                    | Manuel Barnuevo Pérez de los Cobos         | (1973 - actualidad)                   |

## Linajes
Desde la creación del Señorío de Cox, seis linajes han sido propietarios de este feudo, portando el título de nobleza de Señor de Cox: 
- Casa de Ruiz
- Casa de Ruiz-Dávalos
- Casa de Saurín
- Casa de Melgarejo
- Casa de Marín-Barnuevo
- Casa de Barnuevo